# Сиђилето (Удине)
Сиђилето је насеље у Италији у округу Удине, региону Фурланија-Јулијска крајина.
Према процени из 2011. у насељу је живело 76 становника. Насеље се налази на надморској висини од 1131 м.